# Памятник стачке 1902 года

Памятник стачке 1902 года — мемориальный комплекс в Железнодорожном районе Ростова-на-Дону. Установлен на месте многолюдных митингов во время ноябрьской стачки 1902 года. В состав мемориального комплекса входит горельеф 1967 года и скульптурная композиция «Преемственность поколений», открытая в 1975 году. Памятник имеет статус объекта культурного наследия регионального значения.

## История
В начале ноября 1902 года рабочие Главных мастерских Владикавказской железной дороги организовали забастовку. На Камышевахской балке ими были устроены многолюдные митинги, где звучали как экономические, так и политические требования. В результате столкновений с властями несколько рабочих были убиты. Забастовка завершилась 25 ноября. Об этом событии В. И. Ленин писал: «Пролетариат впервые противопоставляет себя, как класс, всем остальным классам и царскому правительству».
В 1967 году на склоне холма Камышевахской балки в память о событиях 1902 года был установлен панорамный горельеф. На нём изображены фигуры рабочих, стоящие плечом к плечу со сжатыми кулаками и суровым взглядом. Рядом с горельефом — число «1902». Открытие памятника было приурочено к 50-летию Октябрьской революции. Авторами монумента были скульптор Э. М. Мирзоев, архитекторы Я. С. Занис и Л. Г. Яконин.
В 1975 году на вершине холма над горельефом была установлена композиция, состоящая из скульптур двух рабочих. Молодой рабочий держит над собой знамя революции, которое он подхватил у старого раненого рабочего. Памятник символизирует преемственность поколений и непобедимость рабочего класса. Авторами памятника были скульптор А. Скнарин и архитектор П. Ибалаков. У подножья памятника устроена смотровая площадка.
Памятник стачке ранее являлся объектом культурного наследия федерального значения, но в 1997 году его охранный статус понизили до регионального.